# Référendum constitutionnel sénégalais de 2001
Le référendum constitutionnel sénégalais de 2001 est organis le 7 janvier 2001 afin de permettre à la population du Sénégal de se prononcer sur l'adoption d'une nouvelle constitution.
Le projet est approuvé à une écrasante majorité de 94 % des suffrages exprimés.

## Contexte
Le scrutin est organisé par le président Abdoulaye Wade, élu un an plus tôt, afin d'obtenir l'approbation de la population sur son projet de nouvelle constitution. Il ouvre la voie aux élections législatives anticipées d'avril 2001.

## Contenu
Pour l'essentiel, le projet de nouvelle constitution réduit le mandat présidentiel de 7 à 5 ans et élargit les prérogatives du président de la République, lequel peut désormais dissoudre l'Assemblée nationale. Le nombre de députés est réduit de 140 à 120. Le Sénat est supprimé, de même que le Conseil économique et social.
Fixé au 7 janvier 2001, il s'agit du troisième référendum depuis l'indépendance du Sénégal en 1960.

## Résultats
| Choix                  | Votes     | %     |  |
| ---------------------- | --------- | ----- |  |
| Pour                   | 1 559 432 | 94,02 |  |
| Contre                 | 99 108    | 5,98  |  |
|                        |           |       |  |
| Votes valides          | 1 685 540 | 98,42 |  |
| Votes blancs et nuls   | 26 622    | 1,58  |  |
| Total                  | 1 685 162 | 100   |  |
| Abstention             | 878 360   | 35,26 |  |
| Inscrits/Participation | 2 563 522 | 65,74 |  |